# DBU Pokalen finalen 2018-19
DBU Pokalen finalen 2018-19 var den 65. finale i DBU Pokalen. Den fandt sted den 17. maj 2019 i Telia Parken i København. Finalen blev spillet mellem Brøndby IF og FC Midtjylland. Det var Brøndbys 11. pokalfinale. Deres første var i 1988, hvor de vandt. Det var yderligere Brøndbys tredje finale i træk. Det er FC Midtjyllands femte pokalfinale - og de havde tabt de fire første.
Vinderen trådte i 2. kvalifikationsrunde i UEFA Europa League 2019-20. Da FC Midtjylland samtidig blev nummer to i Superligaen, og dermed var sikret en plads i Europa League, blev deres plads givet til holdet på 3. pladsen.
Det var tredje gang, at de to hold mødtes i en pokalfinale. Kampen blev sendt direkte på TV af TV3+.

## Vejen til finalen
Note: I alle resultaterne herunder, er finalistens score nævnt først (H: hjemme; U: Udebane).
| FC Midtjylland | FC Midtjylland | Runde        | Brøndby IF | Brøndby IF |
| -------------- | -------------- | ------------ | ---------- | ---------- |
| Modstander     | Resultat       |              | Modstander | Resultat   |
| Oversidder     | Oversidder     | Anden runde  | Oversidder | Oversidder |
| Dalum IF       | 2–1 efs. (U)   | Tredje runde | Hillerød   | 4–1 (U)    |
| F.C. København | 2–0 (H)        | Fjerde runde | Marienlyst | 4–1 (U)    |
| Kolding        | 2–0 (U)        | Kvartfinaler | Vendsyssel | 2–0 (U)    |
| OB             | 4–0 (H)        | Semifinaler  | AaB        | 1–0 (H)    |

## Kampen

### Detaljer
| 17. maj 2018 17:00 |

| Brøndby (1)                                    | 1 - 1                    | FC Midtjylland                                          |
| ---------------------------------------------- | ------------------------ | ------------------------------------------------------- |
| - Kaiser 21' - Wilczek 120'                    | Rapport                  | - 6' Hansen - 31' Onuachu - 50' Poulsen                 |
|                                                | Straffesparkskonkurrence |                                                         |
| - Kaiser - Jung - Wilczek - Radošević - Halimi | 3–4                      | - Poulsen - Døhr Thychosen - Dal Hende - Mabil - Scholz |

| Parken, Østerbro Tilskuere: 31.430 Dommer: Peter Kjærsgaard-Andersen |

| Fil:Kit socks brondby1819h.png Brøndby | Fil:Kit socks partizan1819t.png FC Midtjylland |

| MÅ           | 1  | Marvin Schwäbe          |
| RB           | 14 | Kevin Mensah            |
| CB           | 6  | Hjörtur Hermannsson     |
| CB           | 23 | Paulus Arajuuri         |
| VB           | 3  | Anthony Jung            |
| DM           | 22 | Josip Radošević         |
| CM           | 7  | Dominik Kaiser          |
| CM           | 10 | Hany Mukhtar            |
| OM           | 27 | Simon Hedlund           |
| AN           | 20 | Kamil Wilczek (c)       |
| AN           | 11 | Mikael Uhre             |
| Indskiftere: |    |                         |
| MÅ           | 16 | Benjamin Bellot         |
| DF           | 2  | Jens Martin Gammelby    |
| DF           | 4  | Benedikt Röcker         |
| CM           | 5  | Besar Halimi            |
| CM           | 12 | Simon Tibbling          |
| FW           | 18 | Nikolai Laursen         |
| CM           | 21 | Lasse Vigen Christensen |
| Cheftræner:  |    |                         |
| Martin Retov |    |                         |

| MÅ               | 1  | Jesper Hansen       |
| RWB              | 24 | Mads Døhr Thychosen |
| CB               | 2  | Kian Hansen         |
| CB               | 14 | Alexander Scholz    |
| CB               | 28 | Erik Sviatchenko    |
| LWB              | 5  | Marc Dal Hende      |
| CM               | 3  | Tim Sparv           |
| CM               | 7  | Jakob Poulsen (c)   |
| AN               | 10 | Evander             |
| AN               | 33 | Paul Onuachu        |
| AN               | 88 | Gustav Wikheim      |
| Indskiftere:     |    |                     |
| MÅ               | 16 | Mikkel Andersen     |
| DF               | 6  | Joel Andersson      |
| AN               | 11 | Awer Mabil          |
| DF               | 20 | Rasmus Nicolaisen   |
| AN               | 36 | Rilwan Hassan       |
| AN               | 38 | Frank Onyeka        |
| AN               | 56 | Artem Dovbyk        |
| Cheftræner:      |    |                     |
| Kenneth Andersen |    |                     |

| Linjedommere: Ole Kronlykke Niels Høgh Fjerdedommer: Heine Sørensen Måldommere: Morten Krogh Sandi Putros |